# Hans-Peter Hoogen
Hans-Peter Hoogen (eigentlich Johannes-Peter Hoogen; * 5. Juli 1947) ist ein deutscher Schwulenaktivist und Gastwirt der Frankfurter Gaststätte „Café Größenwahn“. Als ersten Schwulenaktivisten zeichnete ihn 2005 der hessische Ministerpräsident Roland Koch (CDU) mit dem Hessischen Verdienstorden am Bande aus.

## Biographie
Hoogen wuchs als katholischer Bauernsohn am Niederrhein auf. Sein Umzug 1971 nach Frankfurt am Main bedeutete eine persönliche Wende – in den ersten Semestern seines Studiums der Rechtswissenschaft in Münster hatte er eine Freundin; in Frankfurt interessierte er sich schnell nur noch für junge Männer.

### Homopolitik
Im Herbst 1971 trat er in die Frankfurter „Rote Zelle Schwul“ ein, die auch kurz als „RotzSchwul“ bezeichnet wurde. Das Interesse in der linken Studentenbewegung an den Sorgen der Homosexuellen war gering, ein ausgeprägtes Machotum war dort eher salonfähig. Joschka Fischer war, so Hoogen, „auch nicht der Verständigste“. Offenere Ohren fand die Rote Zelle Schwul in der Frauenbewegung. „Hessen soll wärmer und weiblicher werden“ – blieb das Motto von Hoogens Arbeit für die Gleichberechtigung.
Parallel zu der politischen Auseinandersetzung verlief die gastronomische Existenzgründung von Hans-Jürgen Heine und H.P. Hoogen mit dem im Dezember 1978 eröffneten „Größenwahn“. Die Kneipe gehört bis heute zu den beliebten und mehrfach ausgezeichneten Gaststätten Frankfurts.
Auch für die Lebenspartnerschaft setzte sich Hoogen öffentlichkeitswirksam ein: Seinen damaligen Freund Stefan Fritz küsste er bei der Aktion Standesamt des Schwulenverbandes Deutschlands im August 1992 vor dem Frankfurter Rathaus Römer so innig, dass das Foto der beiden durch die Republik ging.
1996 gründete er „40 plus“, ein Forum für ältere schwule Männer, das unter anderem Diskussionsabende zum Thema Älterwerden als schwuler Mann und Freizeitaktivitäten anbietet, um der Vereinsamung von älteren Schwulen entgegenzuwirken.
2001 war Hoogen maßgeblich am Zustandekommen des städtischen „Runden Tisches zur Situation von Lesben und Schwulen in Frankfurt“ beteiligt. Dort war er einer der Sprecher der Schwulen Mitglieder des Runden Tisches und setzte sich für die Anerkennung der Interessen älterer Lesben und Schwuler in der Altenarbeit ein. Außerdem konzipierte er Schritte zur Berücksichtigung von homosexuellen Themen in der kommunalen Kulturpolitik. Hoogen hat wesentlich mit dazu beigetragen, dass bundesweit über die Situation pflegebedürftiger homosexueller Menschen diskutiert wird, und engagiert sich auch für die Entwicklung neuer Projekte und Strukturen im Bereich der Altenpflege.

### Unterstützung Aids-Kranker
Anfang der 1980er Jahre begann Hoogen sich politisch gegen die Immunschwächekrankheit Aids einzusetzen. Nur wenig Zeit verging von den ersten Berichten aus den USA bis zu den ersten Todesfällen in der Frankfurter Szene, in der auch viele Flugbegleiter der Fluggesellschaften unterwegs sind. Hoogen verlor eine Vielzahl gleichaltriger Freunde. „Ich kenne kaum noch gleichaltrige schwule Männer“, sagte Hoogen hierzu in einem Zeitungsinterview.
Er unterstützt aktiv die Arbeit der AIDS-Hilfe Frankfurt seit ihrer Gründung im Jahr 1985, davon fünf Jahre im Vorstand. Auf seine Anregung gehen zurück
- das Projekt Act Up (AIDS Coalition), um Selbsthilfekräfte zu aktivieren und um der gesellschaftlichen Panik vor Aids entgegenzuwirken.
- das AIDS-Memorial an der Peterskirche in der Frankfurter Innenstadt (Mitinitiator)
- wöchentliche Kochangebote für Aidskranke der Station 68 in den Universitätskliniken in Frankfurt.
- Lauf für mehr Zeit, bei dem seit 1996 jährlich mehr als 2.000 Läuferinnen und Läufer Sponsorengelder erlaufen, um mit diesen Einnahmen spezielle Betreuungsdienste zu finanzieren, die von Krankenkassen und Trägern nicht übernommen werden.

### Gedenkpolitik
1989 gründete Hoogen zusammen mit Freunden die Initiativgruppe Mahnmal Homosexuellenverfolgung (IMH) mit, der es gelungen ist, dass 1994 der „Frankfurter Engel“ der Bildhauerin Rosemarie Trockel aufgestellt und 1995 der Platz zwischen Schäfergasse und Alter Gasse in „Klaus-Mann-Platz“ umbenannt wurde.

## Ehrungen
- Hessischer Verdienstorden am Bande

## Mitgliedschaften
- Lesben- und Schwulenverband in Deutschland
- 40plus – Schwule im Alter, Frankfurt am Main
- Mahnmal Homosexuellenverfolgung, Frankfurt am Main